# Provinz In Guezzam
In Guezzam (arabisch ولاية عين قزام, DMG Wilāyat ʿAin Qazzām) ist eine Provinz (wilaya) im äußersten Süden von Algerien. Provinzhauptstadt ist die Oasenstadt In Guezzam.
Die im Dezember 2019 neu geschaffene Provinz war zuvor Teil der Provinz Tamanrasset. Sie liegt in der Sahara, grenzt im Südosten an Niger, im Südwesten an Mali, im Westen an die Provinz Bordj Badji Mokhtar und im Norden an die Provinz Tamanrasset.
Mit 11.202 Einwohnern (Stand 2008) ist sie sehr dünn besiedelt, die Bevölkerungsdichte beträgt nur rund 0,13 Einwohner pro Quadratkilometer.

## Kommunen
In der Provinz liegen folgende Kommunen als Selbstverwaltungskörperschaften der örtlichen Gemeinschaft:
| Code ONS | Kommune       | Arabisch   | Bevölkerung 2008 |
| -------- | ------------- | ---------- | ---------------- |
| 1104     | In Guezzam    | عين قزام   | 7.045            |
| 1107     | Tin Zaouatine | تين زاوتين | 4.157            |